# Jarrion Lawson
Jarrion Lawson (* 6. Mai 1994 in Texarkana, Texas) ist ein US-amerikanischer Leichtathlet, der sich auf den Weitsprung spezialisiert hat. 2017 wurde er in dieser Disziplin Vizeweltmeister.

## Sportliche Laufbahn
Jarrion Lawson wuchs in Texas auf und studierte ab 2012 an der University of Arkansas. Erste internationale Erfahrungen sammelte er im Jahr 2012, als er bei den Juniorenweltmeisterschaften in Barcelona mit 7,64 m die Bronzemedaille im Weitsprung gewann und im Dreisprung mit 15,18 m in der Qualifikationsrunde ausschied. 2014 und 2016 wurde er NCAA-College-Hallenmeister im Weitsprung und 2016 wurde er NCAA-Meister über 100- und 200-Meter sowie im Weitsprung und 2015 in der 4-mal-100-Meter-Staffel. 2016 qualifizierte er sich im Weitsprung für die Olympischen Sommerspiele in Rio de Janeiro und belegte dort mit 8,25 m im Finale den vierten Platz. Zudem verhalf der der US-amerikanischen 4-mal-100-Meter-Staffel zum Finaleinzug. Anschließend wurde er beim Memorial Van Damme in Brüssel mit 8,04 m Dritter im Weitsprung. Im Jahr darauf wurde er bei den IAAF World Relays 2017 in Nassau in 1:19,88 min Zweiter in der 4-mal-200-Meter-Staffel. Im August gewann er dann bei den Weltmeisterschaften in London mit einer Weite von 8,44 m im Finale die Silbermedaille hinter dem Südafrikaner Luvo Manyonga. Anschließend siegte er mit 8,19 m beim Birmingham Müller Grand Prix und wurde bei Weltklasse Zürich mit 8,12 m Dritter. 2018 belegte er bei den Hallenweltmeisterschaften in Birmingham mit 8,14 m den vierten Platz und im Juli wurde er bei den Anniversary Games mit 8,25 m Dritter. Anschließend wurde er positiv auf das verbotene Steroid Trenbolon getestet und daraufhin von der Athletics Integrity Unit (AIU) mit einer vierjährigen Sperre belegt. Lawson ging gegen die Sperre vor dem Internationalen Sportgerichtshof (CAS) vor und bekam dort Recht, da der Test auch auf kontaminiertes Fleisch zurückzuführen sein könne. Somit durfte er ab 2020 wieder bei Wettkämpfen starten.
2022 belegte er bei den Hallenweltmeisterschaften in Belgrad mit 8,19 m den vierten Platz im Weitsprung und im Jahr darauf siegte er mit 8,00 m bei Spitzen Leichtathletik Luzern. Anschließend schied er bei den Weltmeisterschaften in Budapest mit 7,96 m in der Qualifikationsrunde aus, ehe er bei Weltklasse Zürich mit 8,05 m Dritter wurde. 2024 belegte er bei den Hallenweltmeisterschaften in Glasgow mit 8,06 m den fünften Platz. Im August brachte er bei den Olympischen Sommerspielen in Paris in der Qualifikationsrunde keinen gültigen Versuch zustande.
2017 wurde Lawson US-amerikanischer Meister im Weitsprung im Freien sowie 2018 und 2022 in der Halle.

## Persönliche Bestleistungen
- 100 Meter: 10,03 s (+1,5 m/s), 22. Juni 2017 in Sacramento
  - 60 Meter (Halle): 6,60 s, 12. März 2016 in Birmingham
- 200 Meter: 20,17 s (+1,5 m/s), 28. Mai 2016 in Lawrence
  - 200 Meter (Halle): 21,11 s, 31. Januar 2014 in Fayetteville
- Weitsprung: 8,58 m (+1,8 m/s), 3. Juli 2016 in Eugene